# Stanley Cohen (biochimiste)
Pour les articles homonymes, voir Stanley Cohen et Cohen.
Stanley Cohen, né le 17 novembre 1922 à Brooklyn à New York aux États-Unis et mort le 5 février 2020 à Nashville (Tennessee), est un biologiste américain, spécialisé en biologie cellulaire qui a obtenu le prix Nobel de physiologie ou médecine avec Rita Levi-Montalcini en 1986.

## Biographie
Stanley Cohen soutient sa thèse de biochimie en 1948 de l'université du Michigan. Il intègre ensuite le laboratoire de Rita Levi-Montalcini à l'université Washington de Saint-Louis où il réalisera d'importantes découvertes sur la croissance cellulaire. Il devient ensuite professeur à l'université Vanderbilt à Nashville en 1959.
Stanley Cohen reçoit en 1986 le prix Albert-Lasker pour la recherche médicale fondamentale et avec Rita Levi-Montalcini le prix Nobel de physiologie ou médecine 1986 pour leurs travaux communs.

## Apports scientifiques
Stanley Cohen a travaillé à l'isolation et à la caractérisation du facteur de croissance nerveuse (NGF) et du facteur de croissance épidermique (EGF) dans les années 1950. Dès lors ses travaux se sont intéressés à l'étude des facteurs de croissance cellulaires et à leurs rôles dans le développement des cancers.

## Prix et distinction
- 1981 : prix Wolf de médecine
- 1985 : prix Gairdner
- 1986 : prix Nobel de physiologie ou médecine
- 1986 : National Medal of Science
- 1987 : médaille Franklin